# Loucura (álbum)
Loucura é o quarto álbum ao vivo da cantora e compositora brasileira Adriana Calcanhotto, lançado em 24 de julho de 2015 pela Sony Music. O registro é uma homenagem ao cancioneiro do compositor gaúcho Lupicínio Rodrigues (1914-1974). Todas as canções são de composição de Lupicínio.

## Lista de faixas
| N.º            | Título                                    | Compositor(es)                           | Duração  |  |
| 1.             | "Homenagem"                               | Lupicínio Rodrigues                      | 4:00     |  |
| 2.             | "Ela Disse-me Assim (Vá Embora)"          | Lupicínio Rodrigues                      | 5:04     |  |
| 3.             | "Loucura"                                 | Lupicínio Rodrigues                      | 6:16     |  |
| 4.             | "Castigo"                                 | Lupicínio Rodrigues, Alcides Gonçalves   | 3:25     |  |
| 5.             | "Vingança"                                | Lupicínio Rodrigues                      | 5:29     |  |
| 6.             | "Cadeira Vazia"                           | Lupicínio Rodrigues, Alcides Gonçalves   | 7:34     |  |
| 7.             | "Quem Há de Dizer"                        | Lupicínio Rodrigues, Alcides Gonçalves   | 3:23     |  |
| 8.             | "Nervos de Aço"                           | Lupicínio Rodrigues                      | 2:00     |  |
| 9.             | "Esses Moços"                             | Lupicínio Rodrigues                      | 3:59     |  |
| 10.            | "Volta"                                   | Lupicínio Rodrigues                      | 4:45     |  |
| 11.            | "Nunca"                                   | Lupicínio Rodrigues                      | 3:56     |  |
| 12.            | "Judiaria"                                | Lupicínio Rodrigues                      | 2:03     |  |
| 13.            | "Felicidade"                              | Lupicínio Rodrigues                      | 7:11     |  |
| 14.            | "Se Acaso Você Chegasse"                  | Lupicínio Rodrigues, Felisberto Martins  | 4:14     |  |
| 15.            | "Cevando o Amargo"                        | Lupicínio Rodrigues, Piratini            | 4:50     |  |
| 16.            | "Hino do Grêmio Foot-Ball Portoalegrense" | Lupicínio Rodrigues                      | 1:30     |  |
| 17.            | "Cenário de Mangueira" (Extra)            | Lupicínio Rodrigues, Henrique de Almeida | 4:11     |  |
| Duração total: | Duração total:                            | Duração total:                           | 01:13:44 |  |

## Desempenho nas tabelas musicais

#### CD
| Parada musical (2015)        | Melhor posição |
| ---------------------------- | -------------- |
| Brasil (TOP 20 Semanal ABPD) | 5              |

#### DVD
| Parada musical (2015)        | Melhor posição |
| ---------------------------- | -------------- |
| Brasil (TOP 20 Semanal ABPD) | 5              |

## Prêmios e indicações

### Prêmio da Música Brasileira
| Ano  | Categoria  | Indicação                                               | Resultado |
| ---- | ---------- | ------------------------------------------------------- | --------- |
| 2016 | Melhor DVD | Loucura - Adriana Calcanhotto canta Lupicínio Rodrigues | Indicado  |